# صحف موسى
صحف موسى هي مجموعة قديمة من النصوص المقدسة التي كانت مع النبي موسى، ذُكرَت في القرآن الكريم مرة واحدة في كل من سورة الأعلى وسورة النجم. وهي جزء من الكتب الدينية الإسلامية.

## الخلفية
في سورتين يعود تاريخهما إلى الفترة المكية الأولى، هناك إشارة إلى صحف إبراهيم وموسى، والتي يقصد بها بعض النصوص الإلهية الملهمة التي كتبها الآباء البطاركة بخط اليد. تُشير هذه المقاطع إلى حقيقة أن رسالة الله كانت موجودة في الوحي الذي أُنزل على إبراهيم وموسى. على الرغم من أن كلمة صحف تُفهم عمومًا على أنها تعني "المخطوطات"، إلا أن بعض المترجمين - ومنهم عبد الله يوسف علي ومارماديوك بيكثال - ترجموا الآية على أنها "كتب إبراهيم وموسى".

## الذكر القرآني
كان النبي موسى نبيًا صالحًا من أنبياء الله، وقد تلقى الوحي طوال حياته - والتي يمكن احتواء محتوياتها في كتاب موسى.
- ﴿إِنَّ هَذَا لَفِي الصُّحُفِ الْأُولَى ۝١٨ صُحُفِ إِبْرَاهِيمَ وَمُوسَى ۝١٩﴾ [الأعلى:18-19]
- ﴿أَمْ لَمْ يُنَبَّأْ بِمَا فِي صُحُفِ مُوسَى ۝٣٦ وَإِبْرَاهِيمَ الَّذِي وَفَّى ۝٣٧﴾ [النجم:36-37]

## التعريف
يذكر الباحث الأردني وأستاذ الفلسفة غازي بن محمد أن صحف موسى هي نفسها توراة موسى.
العديد من العلماء[من؟] تكهنوا ما إذا كانت " صحف موسى " تشير إلى التوراة أو غيرها من كتب موسى. ولكن الاعتقاد الإسلامي بأن التوراة كانت في شكلها الأصلي كتابًا واحدًا للشريعة، فإن التأكيد على الجمع "كتب" وليس "كتاب" يقود الكثيرين إلى الاعتقاد بأن التوراة هي كتاب واحد.[من؟] ليصدق أن هذه الكتب مختلفة. ويذكر المفسر القرآني عبد الله يوسف علي[أين؟] أنه من الممكن أن يكون إشارة إلى كتاب مفقود من كتب بني إسرائيل، مما يشير إلى كتاب حروب الرب، وهو كتاب غير قانوني ورد ذكره في الكتاب المقدس، في سفر العدد 21: 14.
ومع ذلك، فمن المعروف أن اليهود عادة ما يشيرون إلى التوراة باسم كتب التوراة الخمسة. ومن الجدير بالذكر أن سفر التثنية، وهو الكتاب الخامس، متميز في كثير من النواحي، ويُشار إليه باسم "مشناه توراة" أيي مراجعة التوراة. هناك أيضًا إرشادات قديمة تتطلب من الكتبة الدينيين ترك أربعة أسطر فارغة بين كل كتاب. هذه العادة (المسجلة في التلمود البابلي، بافا باترا ص 13) وهذه العادات كلها قد تكون لا زالت قائمة في زمان النبي محمد. ولهذا السبب فمن المعقول أن نفترض أن القرآن يشير إلى صحف موسى الخمسة كما كانت معروفة.

## طالع أيضًا
- الكتب المقدسة الإسلامية
- سفرا موسى السادس والسابع
- صحف إبراهيم